# Galatheadjupet
Galatheadjupet är en 10 540 meter djup grav i västra Stilla havet. Djupet ligger i Filippinergraven. Djupet utforskades 1950–1952 av det danska skeppet Galathea, efter vilket djupet fick sitt namn.
Expeditionen fick viss uppmärksamhet på grund av ett havsmonster som påstods ha siktats.